# Gan Gan
Gan Gan è un comune dell'Argentina situato nel dipartimento di Telsen, in provincia di Chubut.